# Коммутативная алгебра
Коммутативная алгебра — раздел общей алгебры,
изучающий свойства коммутативных колец и связанных с ними объектов (модулей, идеалов, дивизоров и так далее), в частности теорию полей. Коммутативная алгебра является основой алгебраической геометрии и алгебраической теории чисел. Наиболее яркие примеры коммутативных колец, изучаемых коммутативной алгеброй — кольца многочленов и кольца целых алгебраических чисел.
Изучение колец, не обязательно являющихся коммутативными, известно как некоммутативная алгебра; она включает в себя теорию колец, теорию представлений и изучение банаховых алгебр.
Изучение коммутативных колец, первоначально известное как теория идеалов, началось с работами Дедекинда о идеалах, которые также базировались на более ранних работах Куммера и Кронекера. Позднее Давид Гильберт предложил термин «кольцо», обобщая уже существовавший термин «числовое кольцо». Гильберт, в свою очередь, оказал большое влияние на Эмми Нётер, которая перевела многие уже известные результаты на язык условия обрыва возрастающих цепей, известного сегодня как условие нётеровости. Другим важным результатом стала работа ученика Гильберта Эмануила Ласкера, который предложил концепцию примарных идеалов и доказал первую версию теоремы Ласкера — Нётер.